# Stanley Donen
Stanley Donen (Columbia, Carolina do Sul, 13 de Abril de 1924 – 21 de fevereiro de 2019) foi um diretor de cinema e coreógrafo norte-americano, considerado o "rei dos musicais americanos". O seu filme mais famoso é Singin' in the Rain, que realizou com Gene Kelly.

## Primeiros anos
Stanley Donen é filho de Mordecai Moses Donen e Helen Cohen, ambos judeus mas tornou-se ateu já na juventude. Frequentou a Universidade da Carolina do Sul. Foi para Nova York ainda jovem e, com 16 anos, foi dançarino na produção original de "Pal Joey" (no Brasil, "Meus Dois Carinhos"), de Rodgers e Hart, estrelada por Gene Kelly e lançada na Broadway.

## Carreira cinematográfica
Donen estreou na Metro Goldwyn Mayer como coreógrafo e dançarino em "Best Foot Forward" de 1943, com Lucille Ball. Donen apareceu depois, em 1944, com Kelly em "Cover Girl" para a Columbia Pictures. No filme, Donen também dirigiu uma sequência na qual Kelly dança consigo mesmo, em uma escura rua de Manhattan. Sua primeira oportunidade de dirigir um filme inteiro foi na adaptação de um musical sobre marujos de folga em Nova York, "On the Town" (br: "Um dia em Nova York"), de Comden e Green, com músicas de Leonard Bernstein. Donen co-dirigiu o filme com Gene Kelly. O filme tornou-se histórico por ter sido o primeiro musical a ser filmado em em locação.

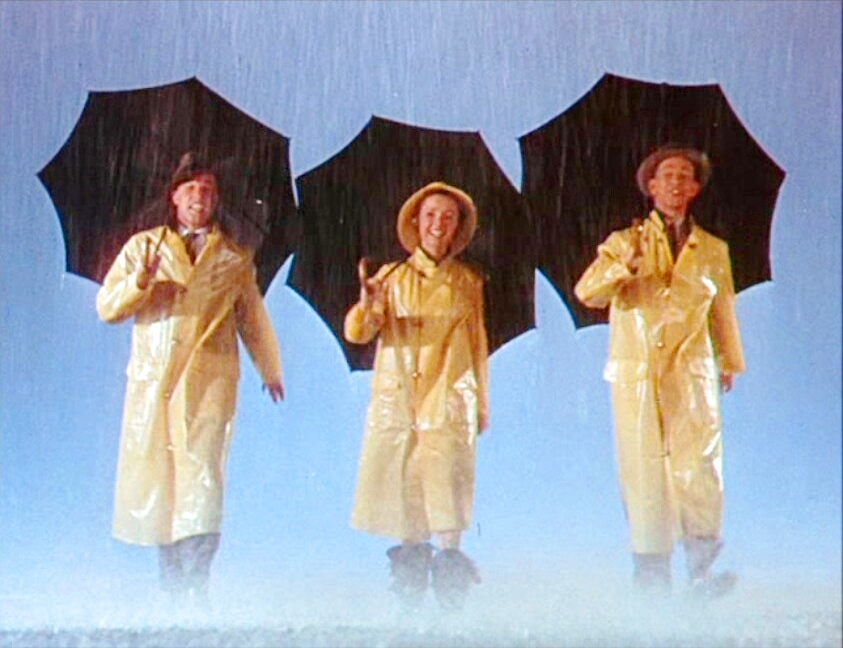
Cantando na Chuva

Ainda com Kelly, Donen co-dirigiu, em 1952, "Singin' in the Rain" (no Brasil, "Cantando na Chuva"), considerado por muitos críticos o melhor musical de todos os tempos.
Este filme ocupa a primeira colocação na Lista dos 25 Maiores Musicais Americanos de todos os tempos, idealizada pelo American Film Institute (AFI). Já na Lista dos 100 maiores Filmes Americanos de todos os tempos, está na 5ª posição, na lista divulgada em 2007.
Sozinho, Donen dirigiu clássicos como: "Royal Wedding" (1951), no qual há a famosa cena de Fred Astaire dançando no teto; "Seven Brides for Seven Brothers" (br: "Sete Noivas para Sete Irmãos") de 1954, com Jane Powell e Howard Keel; "Funny Face" (br: "Cinderela em Paris") de 1957, uma comédia romântica musical com Fred Astaire e Audrey Hepburn; "Pajama Game" (1957) com Doris Day; "Indiscreet" (1958) com Cary Grant e Ingrid Bergman; "Damn Yankees" (1958), comédia musical com Tab Hunter, Gwen Verdon, e Ray Walston; o suspense cômico, "Charade" de 1963, com Hepburn, Grant, e Walter Matthau; e "Two for the Road" (1967), drama com Hepburn e Albert Finney.
Seu último filme para o cinema foi o romance "Blame It on Rio" de 1984, com Michael Caine e Demi Moore, e ambientado no Rio de Janeiro, apesar de ter feito trabalhos adicionais para a TV, como o videoclip para a música "Dancing on the Ceiling" de Lionel Richie e o telefilme intitulado "Love Letters" em 1999.

## Filmografia
- 1999 - Love Letters (TV)
- 1984 - Blame It on Rio
- 1980 - Saturn 3
- 1978 - Movie Movie
- 1975 - Lucky Lady
- 1974 - The Little Prince
- 1969 - Staircase
- 1967 - Bedazzled
- 1967 - Two for the Road
- 1966 - Arabesque
- 1963 - Charade
- 1960 - The Grass Is Greener
- 1960 - Surprise Package
- 1960 - Once More, With Feeling
- 1958 - Damn Yankees!
- 1958 - Indiscreet
- 1957 - The Pajama Game
- 1957 - Kiss Them for Me
- 1957 - Funny Face
- 1955 - Kismet
- 1955 - It's Always Fair Weather
- 1954 - Deep in My Heart
- 1954 - Seven Brides for Seven Brothers
- 1953 - Give a Girl a Break
- 1952 - Fearless Fagan
- 1952 - Singin' in the Rain
- 1952 - Love Is Better Than Ever
- 1951 - Royal Wedding
- 1949 - On the Town

## Prémios e nomeações
- Ganhou um Óscar Honorário, concedido em 1998 pela Academia de Artes e Ciências Cinematográficas.
- Recebeu uma nomeação à Framboesa de Ouro, na categoria de Pior Filme, por "Saturn 3" (1980).